# バードライフ・インターナショナル

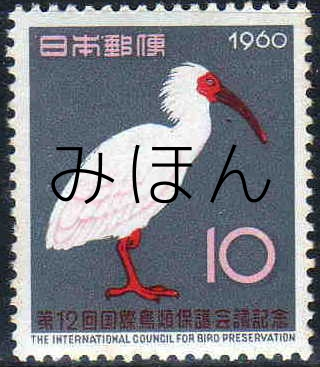
朱鷺を描く1960年に日本で開催された会議の記念切手

バードライフ・インターナショナル（BirdLife International）は、鳥類の保護を活動目的とする国際環境NGOである。イギリスに本部を置き、国境を越えて移動する渡り鳥をはじめとする野鳥の生態調査などでの国際的連携を担う。

## 概要
1922年6月にInternational Council for Bird Preservation（国際鳥類保護会議、ICBP）として発足した。
現在は、Royal Society for the Protection of Birdsを始めとする多くの鳥類保護団体が加盟する世界規模の国際的環境保全ネットワークである。加盟団体の会員の総計は277万人以上にのぼる。
現在の名誉総裁（Honorary President）は高円宮妃久子であり、事務総長はHazell Shokellu Thompsonである。また日本におけるパートナー団体には日本野鳥の会などがある。
台湾からは民間NGO「中華民国野鳥学会」が参加していたが、中華民国を冠しない名称への変更、台湾独立を唱えないことを約束した文書の提出などを要求し、拒否されると2020年9月に除名処分とした。

## バードライフ・アジア
バードライフ・アジア（BirdLife-Asia）は、バードライフ・インターナショナルのアジア部門である。
2002年4月に、アジア部門を統括する地域事務所がイギリス本部から日本の東京都新宿区に移設され、活動を行っていたが、事務所の本部業務は2012年にシンガポールに移り、東京事務所は、英国本部と名誉総裁・高円宮妃の連絡や調整などが主な業務となり、2014年に名称もバードライフ・インターナショナル東京に変更した。英国王立鳥類保護協会のアジアでの最初のゴールドメダリストである市田則孝が初代の代表だった。
2001年にはアジア版鳥類レッドデータ・ブックがバードライフ・インターナショナルから出版されている。
アジアには約2,700種の鳥類が生息し、664種がレッドデータ・ブックに掲載された。絶滅危惧種はインドネシアが115種とアジアで最も多く、日本は45種で9番目に多い。
高円宮妃が亡き夫宮の関係で日本サッカー協会の名誉総裁となっていることもあり、2019年に高円宮妃も立会いの下、バードライフ・インターナショナル東京と「Jリーグ鳥の会」との間で鳥類保全に関する活動協定が締結された。以後、鳥類をモチーフとしたマスコットキャラクターが存在するJリーグクラブが行う鳥類保全等の活動に対してバードライフ・インターナショナル東京が支援を行っている。